# Råstock
För andra betydelser, se Rostock (olika betydelser).
Råstock är en ort i Kärrbo socken i Västerås kommun, cirka 13 km sydöst om Västerås. Före 2015 utgjorde den en separat småort för att därefter ingå i tätorten Harkie.